# More Than a Woman (Bee Gees)
More Than a Woman is een lied van Barry, Robin en Maurice Gibb, alias de Bee Gees. De soundtrack van de film Saturday Night Fever bevat twee versies van dit nummer; een van de Bee Gees en de andere is van Tavares. Beide versies worden tevens in de film gebruikt. Een derde hit met dit nummer kwam van 911.

## Bee Gees
Het nummer verscheen wel op de elpee, maar slechts in een beperkt aantal landen kwam het lied ook op single uit. Italië en Nieuw-Zeeland had versies. Een liveversie van het nummer, door de Bee Gees, is te vinden op de dvd en cd One Night Only, uit 1997.

### NPO Radio 2 Top 2000
| Nummer met noteringen in de NPO Radio 2 Top 2000 | '19  | '20  | '21 | '22  | '23  | '24 |
| ------------------------------------------------ | ---- | ---- | --- | ---- | ---- | --- |
| More Than a Woman                                | 1700 | 1426 | 993 | 1094 | 1000 | 786 |

1. ↑  Een vetgedrukt getal geeft de hoogste notering aan.
2. ↑  2019 was het eerste jaar met een notering voor dit nummer.

## Tavares
More than a woman werd wel een hitsingle in de uitvoering van de soulgroep Tavares.

### Hitnotering
In de Britse hitlijst stond het 11 weken genoteerd en haalde het de 7e plaats. In de Billboard Hot 100 stond het 21 weken genoteerd en haalde het de 32e plaats. Ook in Nederland en België werd het een bescheiden hit die in sommige hitlijsten van die landen zelfs ontbrak. De Tavares-versie is in Nederland vooral bekend doordat de komiek André van Duin het gebruikte voor de disco-sketch van Meneer en Mevrouw De Bok.

#### NederlandseNationale Hitparade
| Positie: | 42 | 34 | 43 | - | 42 | uit |

#### BelgischeBRT Top 30
| Positie: | 30 | uit |

#### NPO Radio 2 Top 2000
More Than a Woman (Tavares) stond alleen in 1999 in de NPO Radio 2 Top 2000, op plek 1922.

## 911
Verreweg de grootste hit werd het voor de boyband 911. Dat succes bleef dan wel beperkt tot het Verenigd Koninkrijk, maar ze stonden daar 13 weken genoteerd, met als hoogste plaats nummer 2. Ze werden van de nummer 1-positie afgehouden door Gym and tonic van Spacedust.

## Overige uitvoeringen
- De Jonas Brothers namen een a capellaversie op voor de film Night at the Museum: Battle of the Smithsonian.
- The Foo Fighters namen het in 2021 op voor hun Dee Gees-coveralbum.